# 奥村鶴吉

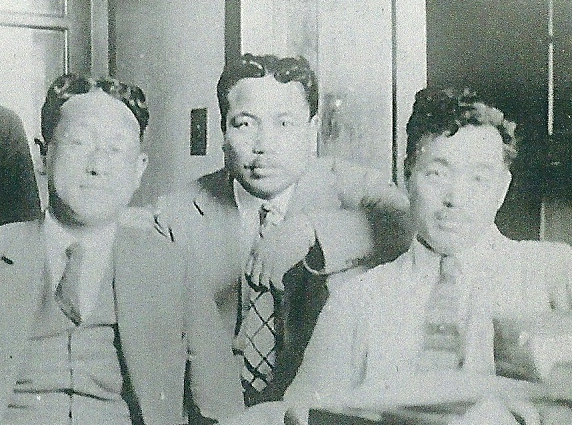
奥村鶴吉（左）。中央は岡田満、右は野口英世。ニューヨークのロックフェラー財団にて1926年撮影。

奥村 鶴吉（おくむら つるきち、1881年（明治14年）12月10日 - 1959年（昭和34年）2月4日）は、日本の医学者。専門は細菌学。神奈川県中郡秦野町（現・秦野市）出身。

## 来歴
血脇守之助に師事する。東京歯科医学専門学校校長、東京歯科大学学長・東京歯科大学理事長などの要職を歴任した。
妻は澤田半之助の娘。

## 主な著書
- 『野口英世』岩波書店、1933年（編著）